# Гурбик Богдан Олександрович
 Богдан Олександрович Гурбик  (нар. 24 серпня 1954, Репужинці (Заставнівський район), Чернівецька область — 7 жовтня 2018, Боярка, Київська область) — громадський діяч, відповідальний секретар, заступник голови Громадської організації Земляцтво буковинців у м. Києві «Буковина», один із засновників Буковинського земляцтва.

## Біографія
Народився 24 серпня 1954 року в селі Репужинці Заставнівського району) Чернівецької області. Помер 7 жовтня 2018 року. Поховали в місті Боярці Київської області на новому кладовищі.
Мати — Ярослава Юріївна, відмінник освіти України, працювала вчителькою української мови та літератури;
батько — Олександр Андрійович, ветеран німецько-радянської війни — вчитель географїї, директор школи.
Після закінчення з похвальною грамотою школи у селі Звенячин Заста́внівського райо́ну Чернівецької області поступив до Вінницького технікуму електронних приладів. Закінчивши технікум, працював інженером на Чернівецькому заводі «Кварц».
З 1974 по 1976 рік служив у армії, додому повернувся офіцером запасу.
Після армії працював на Боярському машинобудівному заводі «Іскра», де пройшов шлях від майстра до начальника відділу технічного контролю випускного цеху.
У 1983 році — закінчив Київський політехнічний інститут, здобувши фах інженера електронної техніки.
З 1985 року працював у Спілці кінематографістів України. В українському відділенні творчого виробничого об'єднання «Кіноцентр» обіймав посади інженера першої категорії, начальника цеху, головного інженера.
З 1995 року — генеральний директор ТОВ «АФ-ЛТД» з сервісного обслуговування електронної техніки, Київ.
У 1997 році обрано головою ініціативної групи зі створення громадської організації земляцтво «Буковина» у місті Києві.
З1998 року зі створенням земляцтва постійно обирається заступником голови, відповідальним секретарем зазначеної громадської організації.
Жив у Боярці. Помер 7 жовтня 2018 року. Похований на міському кладовищі Боярки по вул. Шевченко.

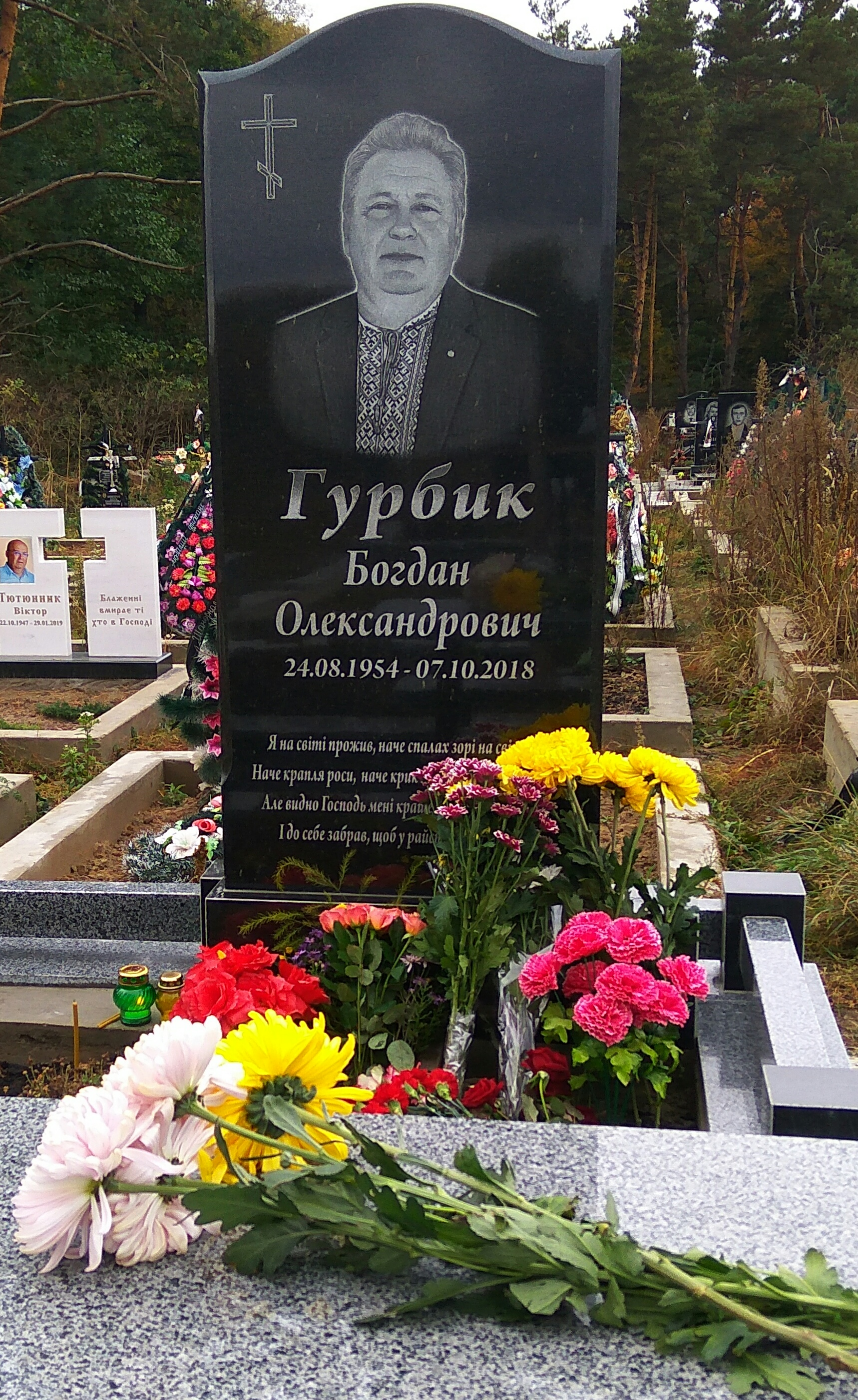
Могила Богдана Гурбика

## Про Богдана Гурбика у книгах українських видавництв
Серцем з Буковиною (Імена славних сучасників)/ авт.-упоряд. О. Матвійчук, Н. Струк; редкол.: Г. К. Галиць та ін. — К. : Світ Успіху, 2011. — 359 с., на с.235 стаття про Гурбика Б. О..

## Фотогалерея

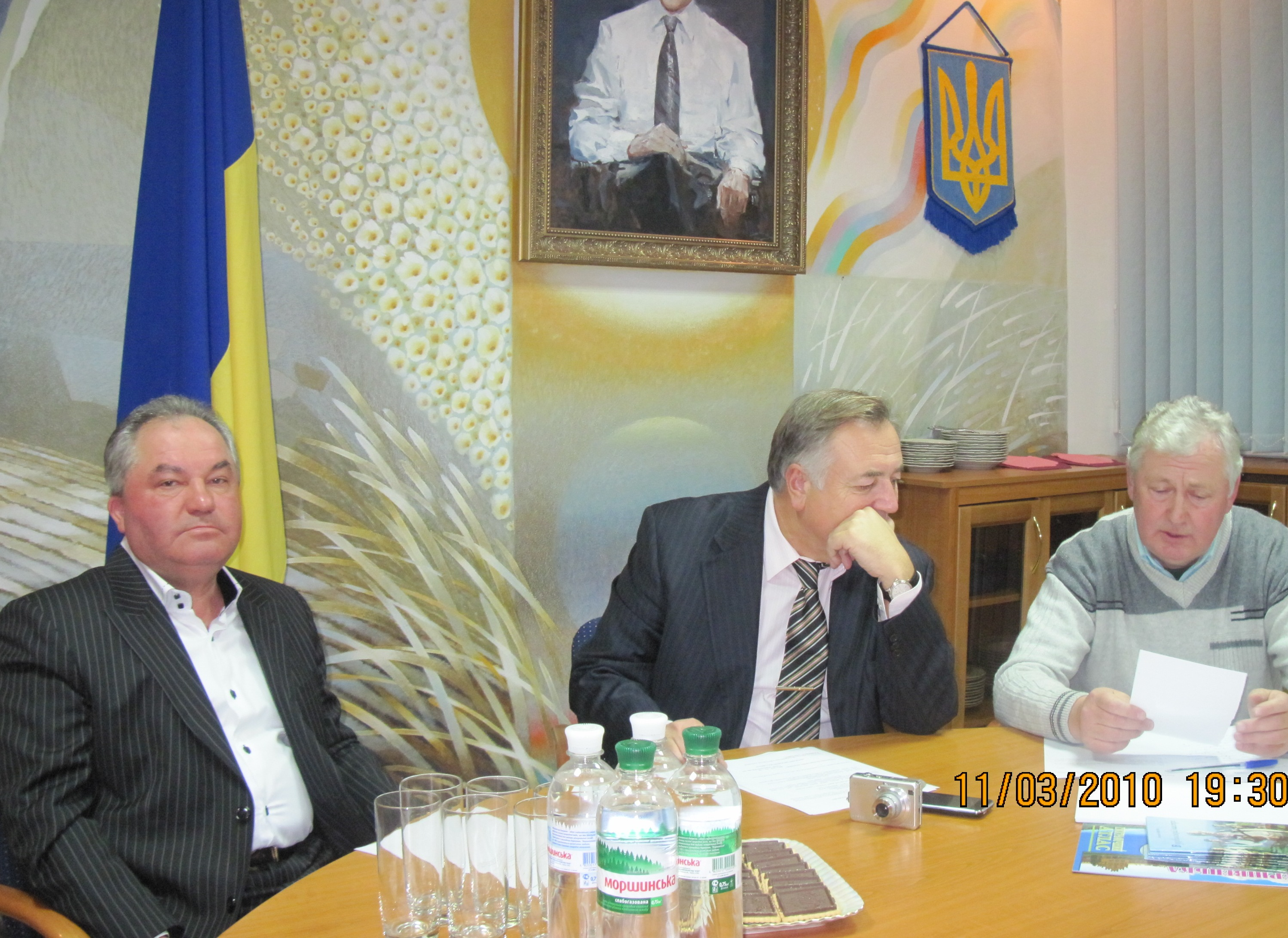
Тальський Р.Б., Цибух В.І. та Гурбик Б.О. під час засідання ради Буковинського земляцтва, м. Київ
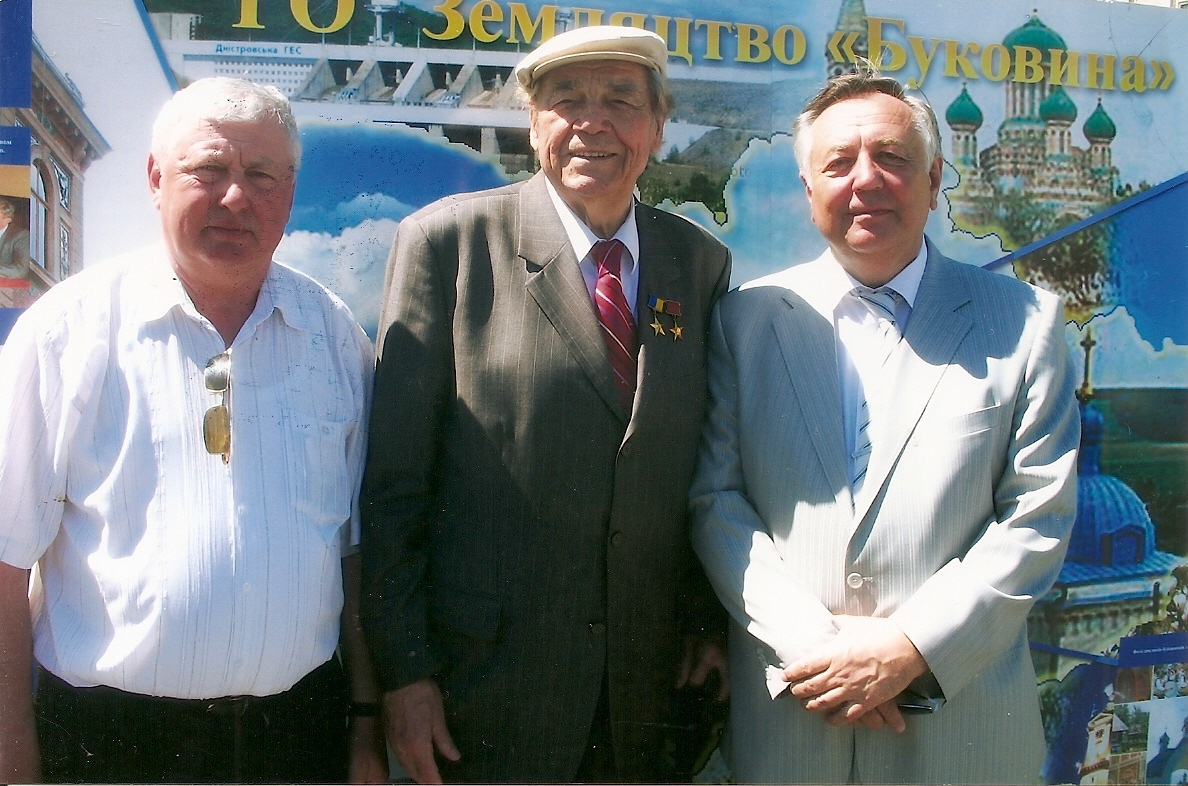
Буковинці Гурбик Б.О., Гнатюк Д.І. та Цибух В.І. на Майдані Незалежності, м. Київ
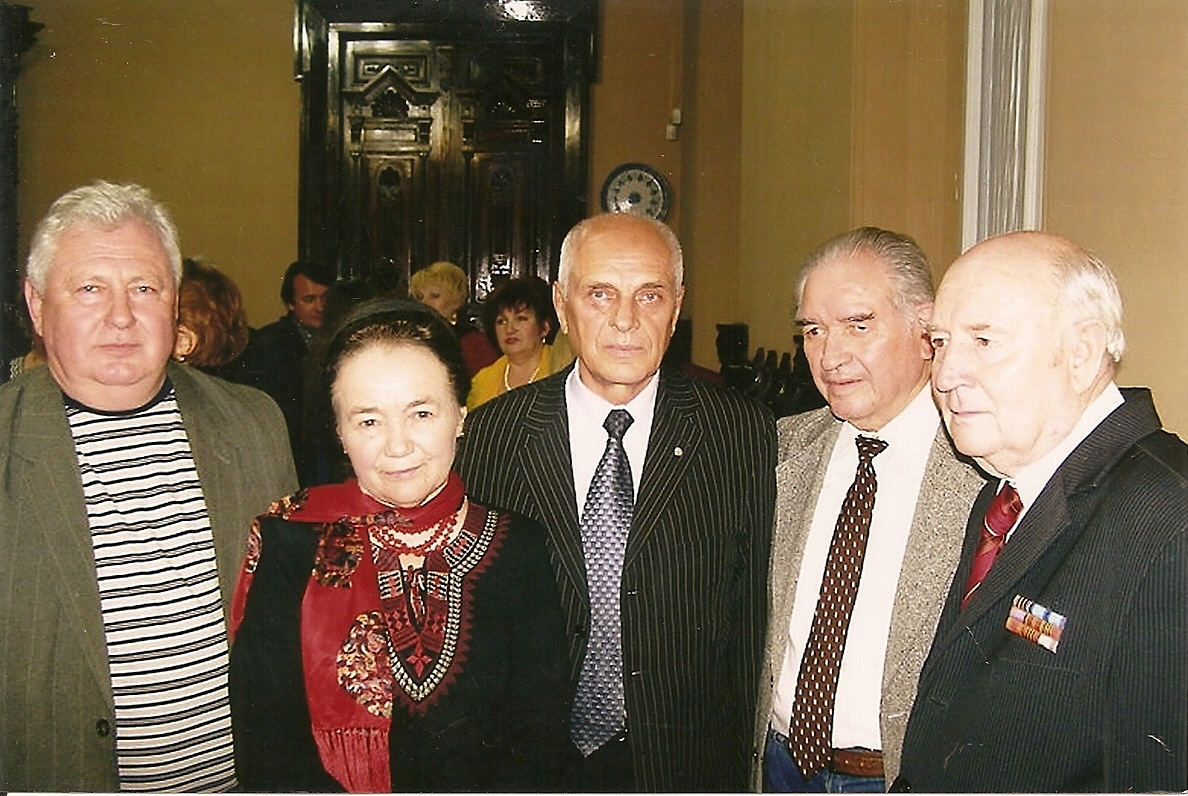
Гурбик Б.О., Молдован Л.В., Гричай Ю.А. та інші в Будинку письменника - вшанування Михайла Ткача, м. Київ
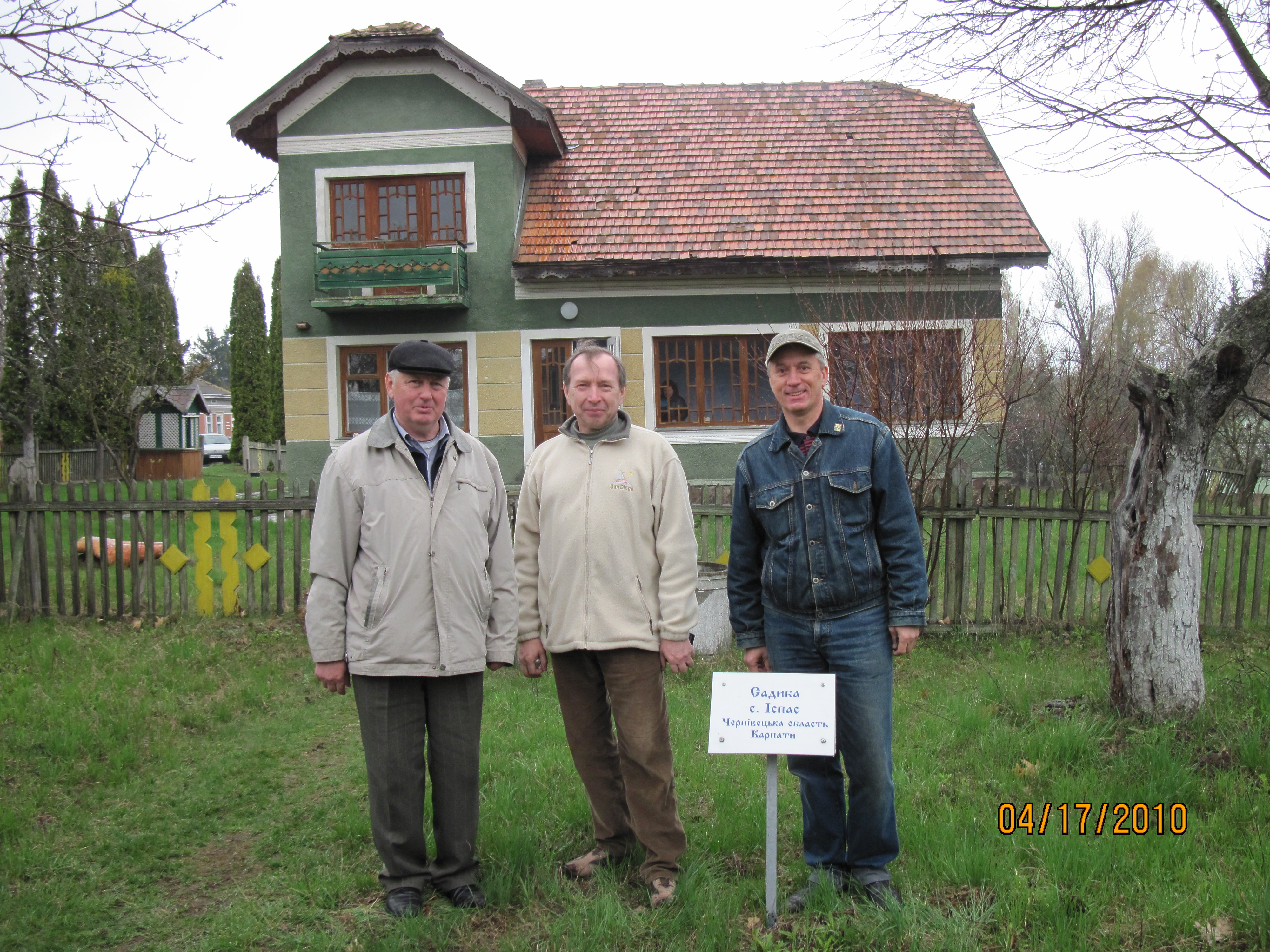
Члени ради Буковинського земляцтва Гурбик Б.О., Проданчук М.Г. та Мельников В.М., Пирогово, 2010
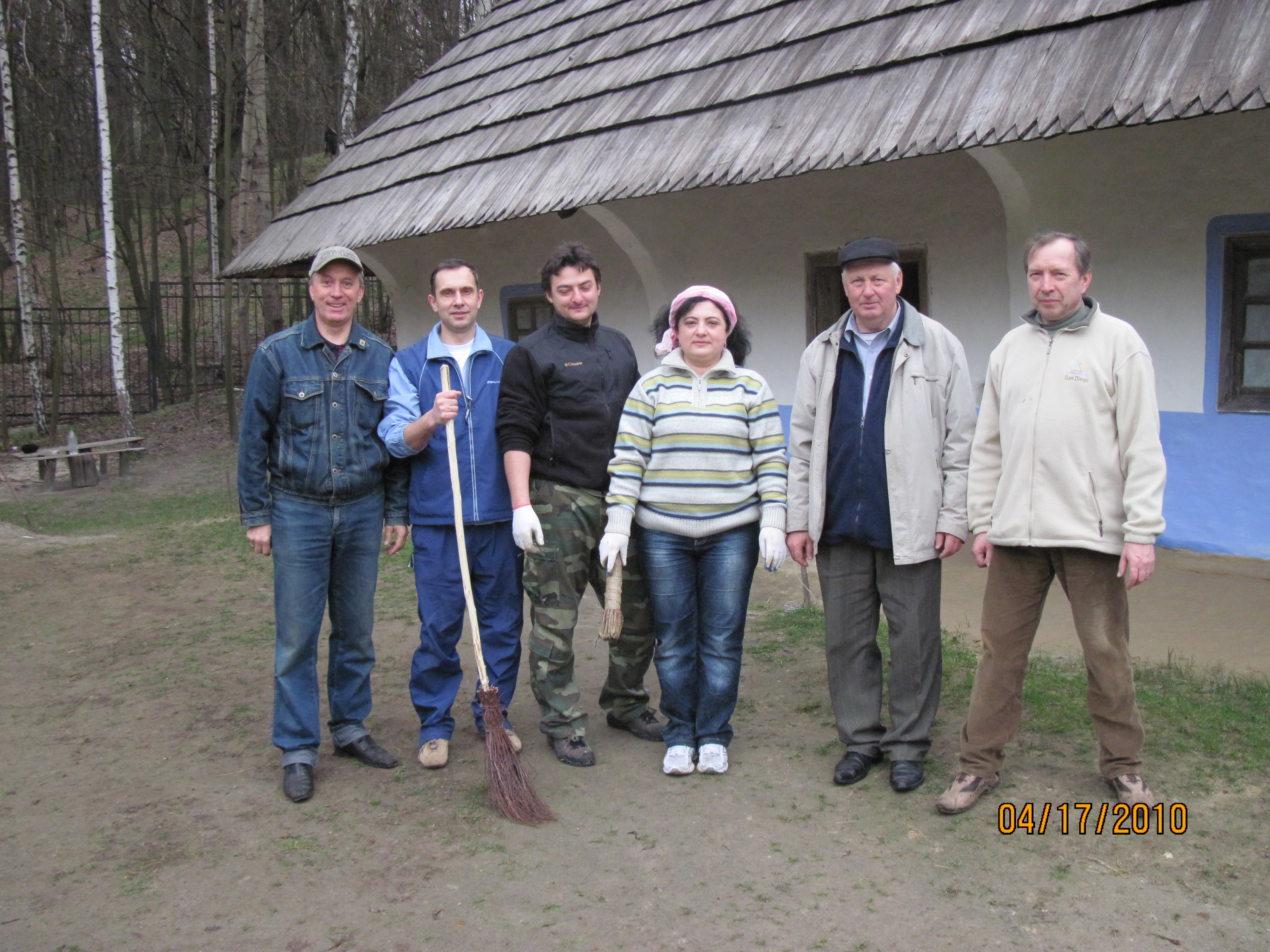
Члени Буковинського земляцтва Мельников В.М. та Чорногуз М.Г. - зліва, Гурбик Б.О. та Проданчук М.Г. - з правого боку. Пирогово, 2010
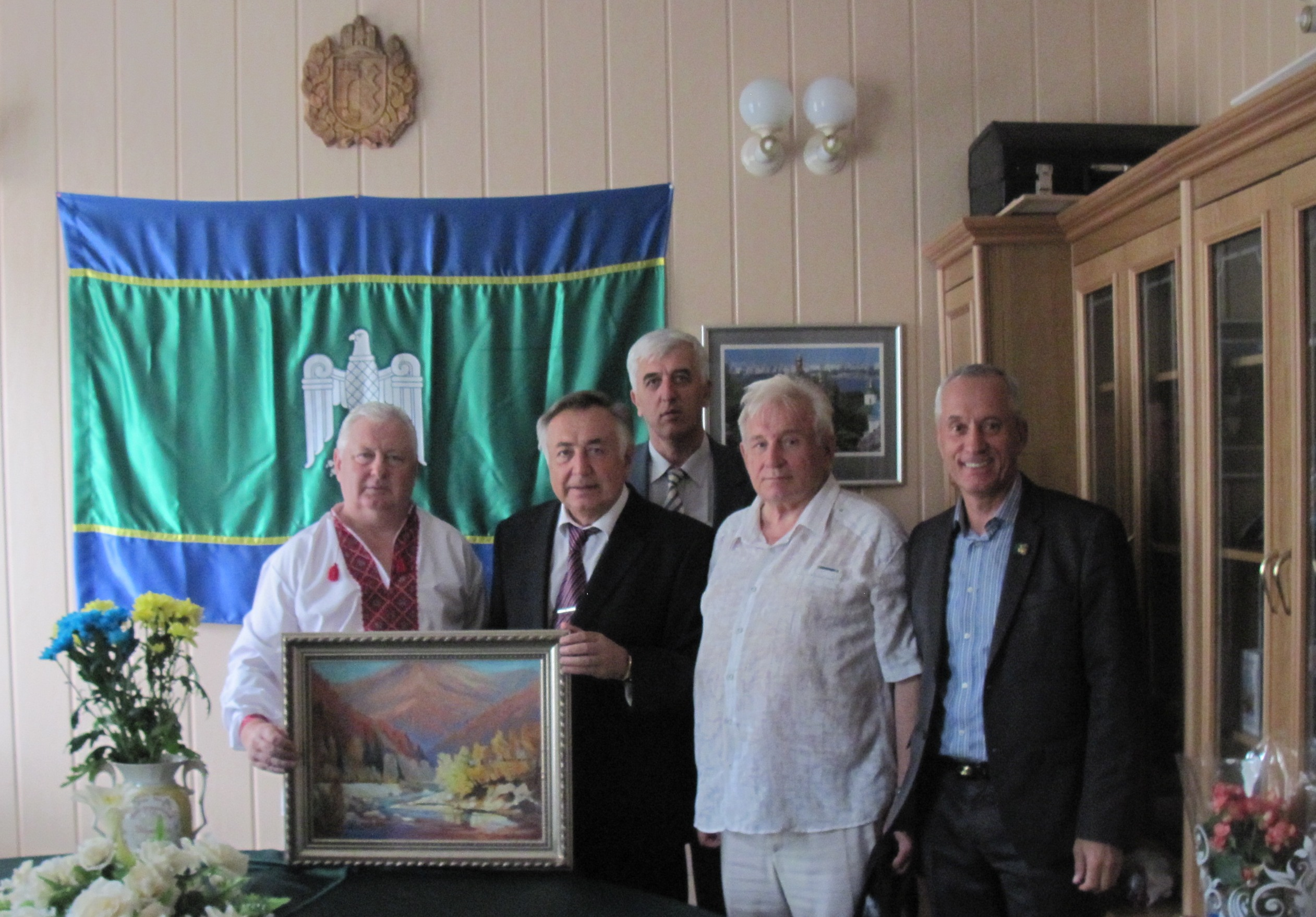
Члени ради Буковинського земляцтва Цибух В.І., Саєнко В.М. та Мельников В.М. вітають з ювілеєм Гурбика Б.О., 26.08.2014